# Gabriela Belisario
Pour les articles homonymes, voir Belisario (homonymie).
 (juin 2025).
Si vous disposez d'ouvrages ou d'articles de référence ou si vous connaissez des sites web de qualité traitant du thème abordé ici, merci de compléter l'article en donnant les références utiles à sa vérifiabilité et en les liant à la section « Notes et références ».
Gabriela Belisario ou Gabriella Belisario, née le 30 novembre 1989 à Rome dans la région du Latium en Italie, est une actrice italienne.

## Biographie
Elle débute au cinéma en 2006 en jouant l'un des rôles principaux du premier film de Carlo Virzì, L'estate del mio primo bacio, avec Laura Morante, Andrea Renzi (it) et Neri Marcorè pour partenaires. Elle apparaît l'année suivante dans la comédie SMS - Sotto mentite spoglie de Vincenzo Salemme (it) et dans la mini-série Liberi di giocare de Francesco Miccichè (it). En 2008, elle joue dans la première saison de la série télévisée I liceali et voit son personnage non reconduit dans la saison suivante. 
En 2013, elle tient un rôle de figuration dans La grande bellezza de Paolo Sorrentino et retrouve le réalisateur napolitain pour un rôle discret d'escort-girl dans Youth (La giovinezza) en 2015.

## Filmographie

### Au cinéma
- 2006 : L'estate del mio primo bacio de Carlo Virzì
- 2007 : SMS - Sotto mentite spoglie de Vincenzo Salemme (it)
- 2013 : La grande bellezza de Paolo Sorrentino
- 2015 : Youth (La giovinezza) de Paolo Sorrentino

### À la télévision

#### Séries télévisées
- 2007 : Liberi di giocare de Francesco Miccichè (it)
- 2008 : I liceali